# هورست لهر
هورست لهر (انگلیسی: horst lehr؛ زادهٔ ۶ دسامبر ۱۹۹۹) یک کشتی‌گیر اهل آلمان است.
از افتخارات وی می‌توان به کسب مدال برنز مسابقات جهانی نروژ ۲۰۲۱ و یک مدال برنز در مسابقات قهرمانی کشتی اروپا ۲۰۲۰ در وزن ۵۷ کیلوگرم اشاره کرد.

## فعالیت حرفه‌ای

### قهرمانی کشتی جهان ۲۰۲۱
لهر در وزن ۵۷ کیلوگرم کشتی آزاد قهرمانی کشتی جهان ۲۰۲۱ اسلو شرکت کرد، او در مسابقه های اول و دوم رومن هوتسولیاک از اوکراین و افغان خاشالوف از آذربایجان را شکست داد اما در نیمه نهایی به توماس گیلمن از آمریکا باخت و به دیدار رده‌بندی رفت. وی در دیدار رده‌بندی ابوبکر موتالیف از روسیه را شکست داد و مدال برنز  را بدست آورد.